# Denis Julien Inscription (comté de San Juan)
Ne doit pas être confondu avec Denis Julien Inscription (Colorado) ou Denis Julien Inscription (comté de Grand).
La Denis Julien Inscription est une inscription lapidaire laissée par Denis Julien en 1836 dans ce qui est aujourd'hui le comté de San Juan, dans l'Utah, aux États-Unis. Protégée au sein du parc national des Canyonlands, elle est inscrite au Registre national des lieux historiques depuis le 7 octobre 1988.